# Дамбалхачо
Дамбалхачо (груз. დამბალხაჭო) — грузинский сыр с плесенью из исторического региона Пшавия (в современном краю Мцхета-Мтианети). Согласно письменным источникам, история дамбалхачо насчитывает более двух столетий (сыр был широко распространен еще до 1800-х годов).

## Производство
В XXI веке дамбалхачо производят в соседствующих исторических областях края Мцхета-Мтианети Пшавия, Мтиулети, Эрцо-Тианети, а также в сёлах Кахетии Лапанкури (Телавский муниципалитет) и Чартала (Ахметский муниципалитет). Сырьём служит коровье молоко. 
Сыр лучше созревает в период с мая по октябрь.

### Приготовление творога
Специфика производства сыра дамбалхачо заключается в изготовлении творога из пахты, оставшейся после производства сливочного масла. Пахту переливают из маслобойки в большую кастрюлю и нагревают на огне до 40—50 °C, пока не образуется творог. 

### Сушка и копчение
Далее следуют стандартные процедуры обезвоживания: процеживание и подвешивание в полотняном мешке для полного стекания сыворотки от 12 до 18 часов). Творожную массу солят и формируют небольшие головки, после чего подвергают сушке без доступа солнечного света. Головки укладывают в деревянные или плетённые клети дзобани, подвешенные над очагом или в дымоходе печки, где и происходит копчение в течение недели.  После копчения творожные головки промывают молочной сывороткой.

### Созревание
Готовые к созреванию головки дамбалхачо укладывают в глиняные горшки, иногда прокладывая бумагой. Горшки с творожными шариками выдерживают в подвальном помещении при температуре 14—15 °C в течение двух месяцев, после чего на поверхности головок вырастает слой плесени рода Penicillium.

## Употребление
Сыр подают обычно к фруктовой водке жипитаури (ჟიპიტაური), виноградной чаче или красному вину. Ещё одним распространённым способом употребления является некое подобие фондю под названием эрбохачо (с грузинского эрбо — топлённое масло, хачо — творог). Для этого блюда сырные шарики нарезают на стружки и растапливают на топлённом масле с небольшим добавлением воды. Употребляют блюдо, макая кусочки хлеба в расплавленную массу.

## Интересные факты
- 3 сентября 2014 года Национальное агентство по сохранению культурного наследия Грузии подало заявку на включение метода производства сыра дамбалхачо в список Нематериального культурного наследия Грузии[3], а уже 25 сентября метод попал в список.